# Sylvie Bodorová
Pour les articles homonymes, voir Bodor.
Sylvie Bodorová, née le 31 décembre 1954, est une compositrice tchèque.